# Őrzöm a lángot
Az Őrzöm a lángot a magyar Bikini együttes 2007-ben megjelent nagylemeze, sorozatban a tizenkettedik (az Ős-Bikini lemezeit is beleszámítva a tizennegyedik).
Ez volt az első lemez, amelyen Lukács Peta gitározott, Daczi Zsolt távozása után, néhány dalt pedig Bródy János is jegyez szerzőként. A "Lányok térnek meg" egy Rolls Frakció-szám feldolgozása. A lemez dalszövegei általában véve pesszimista hangvételűek, a szabadságvágyról vagy az elvesztett dolgokról szólnak, maga a hangzás is keményebb lett, a gitár hangsúlyosabban jelenik meg. A dalok közül "A mennyország felé"-t játszották a megjelenésekor a rádiók.
A lemezborítón a szigligeti vár képe látható.

## Számok listája
| #  | Cím                | Szerzők                        | Hossz |
| -- | ------------------ | ------------------------------ | ----- |
| 1  | Őrzöm a lángot     | Nagy Feró - Németh Alajos      | 3:45  |
| 2  | Ki kell jutnom     | Katona László - Németh Alajos  | 2:54  |
| 3  | A mennyország felé | D. Nagy Lajos - Lukács Peta    | 3:43  |
| 4  | Mennem kell        | Katona László - Németh Alajos  | 4:54  |
| 5  | Körhinta           | D. Nagy Lajos - Németh Alajos  | 3:56  |
| 6  | Rossz idők         | Bródy János - Németh Alajos    | 5:26  |
| 7  | Minden úgy történt | Nagy Feró - Németh Alajos      | 4:45  |
| 8  | Ami a szívemen     | Bródy János - Németh Alajos    | 4:00  |
| 9  | Szabadíts meg      | Nagy Feró - Németh Alajos      | 4:09  |
| 10 | Tűzvigyázó         | Katona László - Lukács Peta    | 3:44  |
| 11 | Magányos nap       | Nagy Feró - Németh Alajos      | 4:17  |
| 12 | Lányok térnek meg  | Németh Alajos - Trunkos András | 4:06  |

## Közreműködtek
Bikini együttes:
- D. Nagy Lajos - ének, vokál
- Lukács Péter - gitár ,Hammond orgona ,vokál
- Németh Alajos - basszusgitár , szintetizátor, programok
- Bördén Szabolcs - billentyűs hangszerek
- Mihalik Viktor - dob
- Makovics Dénes - szaxofon
- Pacziga Linda - vokál
- Frankie Látó - hegedű